# Conclave de 1334
Le conclave de 1334 se déroule au palais des papes d'Avignon, du 13 au 20 décembre 1334, à la suite de la mort de Jean XXII. Ce conclave aboutit à l'élection du cardinal blanc, Jacques Fournier qui prend le nom pontifical de Benoît XII.

## Sources
- (en) Cet article est partiellement ou en totalité issu de l’article de Wikipédia en anglais intitulé « Papal conclave, 1334 » (voir la liste des auteurs).
- (en) Sede Vacante de 1334 - Université de Nothridge - État de Californie - John Paul Adams - 9 décembre 2014